# 日高普
日高 普（ひだか ひろし、1923年10月28日 - 2006年10月16日）は、日本の経済学者、文芸評論家。元法政大学経済学部教授、名誉教授。専攻は経済原論。経済学博士。

## 略歴
- 福岡県出身[1]。
- 第一高等学校卒。
- 軍隊・療養生活を経て、1950年 東京大学文学部哲学科卒業。
- 1951年から法政大学経済学部に勤務し、助教授を経て、1963年教授。
- 1994年：定年退職し、名誉教授。
- 2006年：肺炎のため死去。

## 人物
宇野学派のマルクス経済学者の一人。経済学の著作として『銀行資本の理論』『再生産表式論』や教科書『経済原論』『経済学』などがある。浜田新一の筆名で文芸評論・映画評論を執筆し、中村稔、吉行淳之介、いいだももらが参加した文芸同人誌「世代」（1946年7月創刊、1952年12月に17号で廃刊）の中心的存在だった。1953年に「第三の新人」と呼ばれた作家・批評家が『文學界』編集部のすすめで結成した「一二会」に参加した。書評家としても知られる。

## 著作
単著
- 『地代論研究』　時潮社、1962年、再版1974年
- 『経済原論』　時潮社、1964年、全訂1974年
- 『商業信用と銀行信用』　青木書店、1966年
- 『日本のマルクス経済学――その歴史と論理』上下　青木書店、1967-68年
- 『銀行資本の理論』　東京大学出版会、1968年
- 『商業資本の理論』　時潮社、1972年
- 『経済学』　岩波全書、1974年、改訂版1988年
- 『精神の風通しのために』　創樹社、1972年、新装版1985年
- 『資本の流通過程』　東京大学出版会、1977年
- 『社会科学入門――社会の仕組みと現実の見方・考え方』　有斐閣新書、1980年
- 『再生産表式論』　有斐閣、1981年
- 『経済原論』　有斐閣選書、1983年
- 『出発点としての崩壊――苦沙弥先生の悪口』　創樹社、1983年
- 『資本蓄積と景気循環』　法政大学出版局、1987年
- 『日本経済のトポス――文化史的考察』　青土社、1987年
- 『本にまたがった旅』　創樹社、1992年
- 『マルクスの夢の行方』　青土社、1994年
- 『本をまくらに本の夢』　社会評論社、1996年
- 『窓をひらく読書――日高普書評集』　社会評論社、2001年
- 『精神の風通しのために――日高普著作集』　中村稔編　青土社、2011年

共編著
- 『経済学』　現代思潮社、1962年
- 『マルクス経済学――理論と実証』　大谷瑞郎・斎藤仁・戸原四郎共編　東京大学出版会、1978年
- 『短文・小論文の書き方――大学生の文章鍛練法』　宇野義方・西原春夫・蓮見音彦共著　有斐閣新書、1978年